# Triadobatrachus massinoti
Il triadobatraco (Triadobatrachus massinoti) è un anfibio vissuto nel Triassico inferiore (circa 248 milioni di anni fa), i cui resti fossili sono stati rinvenuti in Madagascar. Questo animale, lungo una decina di centimetri e descritto per la prima volta da Piveteau nel 1936, è spesso considerato dai paleontologi il più antico anuro mai scoperto.

## Descrizione
Questo animale era lungo circa 10 centimetri. Contrariamente alle rane attuali, il triadobatraco non aveva ancora sviluppato la capacità di saltare. Le zampe posteriori, infatti, benché relativamente allungate, non si erano ancora evolute come quelle dei moderni anuri, e il bacino, nonostante fosse simile a quello delle rane, era ancora sprovvisto di un'articolazione forte con la colonna vertebrale. Quest'ultima era lunga circa il doppio di quella degli anuri odierni (14 vertebre contro 5-9), mentre era presente ancora una breve coda ed era così assente l'urostilo, un osso a forma di bastoncino che è posto al termine della colonna vertebrale delle rane odierne. Il cranio, invece, assomigliava già a quello degli anuri attuali. Per tutte queste caratteristiche il triadobatraco è considerato una forma intermedia tra i veri anuri e gli antichi anfibi temnospondili.

## Classificazione
Triadobatrachus massinoti venne descritto per la prima volta nel 1936 da Piveteau, sulla base di un fossile in un nodulo, proveniente dal Triassico inferiore del Madagascar.
Molti paleontologi, attualmente, non considerano Triadobatrachus un vero anuro ma lo pongono come unico rappresentante dei proanuri (Proanura).
Nel 1998 sono stati scoperti in Polonia resti frammentari, risalenti anch'essi al Triassico inferiore, denominati Czatkobatrachus polonicus, che sembrerebbero appartenere a un altro rappresentante dei proanuri. I primi veri anuri, come Prosalirus, Vieraella e Notobatrachus, comparvero nel Giurassico inferiore, ovvero circa 190 milioni di anni fa.

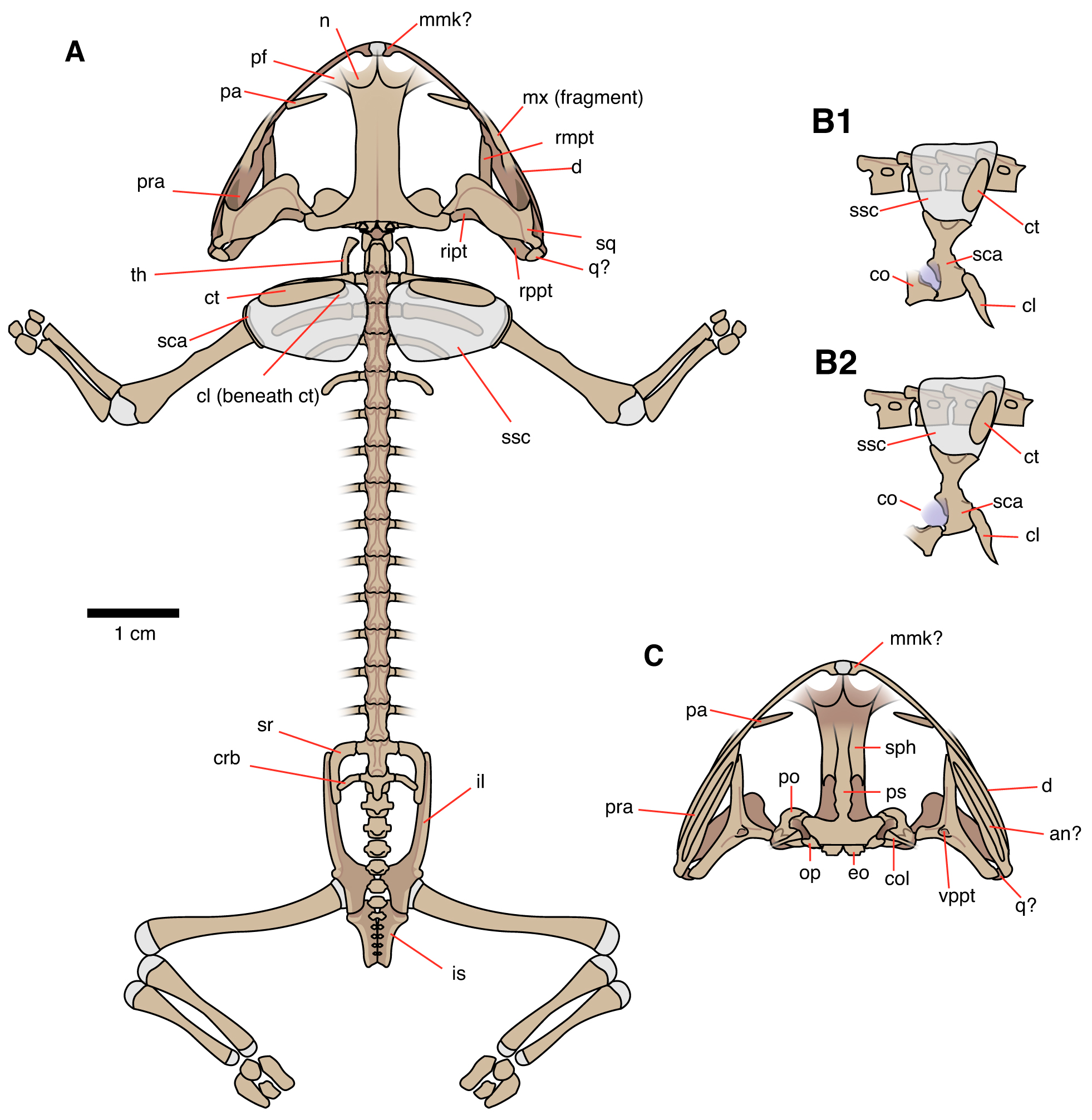
Ricostruzione dello scheletro di Triadobatrachus massinoti

## Paleoecologia
Uno studio del 2016 ha misurato la lunghezza delle principali ossa degli arti di 188 anfibi esistenti (rane e salamandre) e lucertole per melo comprendere le capacità di locomozione di Triadobatrachus. I risultati mostrano che i movimenti ondulatori laterali simili a quelli di una salamandra dovevano essere il principale mezzo di locomozione di T. massinoti (Lires et al., 2016).